# Anamnesi (liturgia)
Per anamnesi, in liturgia, si intende il memoriale dei misteri. Siamo nell'ambito della catabasi divina, ossia dell'azione di Dio a servizio del suo popolo, che è la dimensione principale della liturgia della Chiesa. Alla catabasi segue l'anabasi, ossia l'ascesa dell'uomo a Dio. Quando parliamo di anamnesi, tuttavia, ci riferiamo ad un'azione di Dio, il quale mediante il far memoria degli eventi salvifici da parte dell'uomo, entra sempre nuovamente nel tempo e attualizza l'evento di salvezza grazie all'azione dello Spirito Santo. Questo è possibile perché Dio è immutabile ed eterno, immutabile è la sua volontà di salvare l'uomo. Tuttavia, l'anamnesi è anche azione dell'uomo che accoglie l'invito di Dio e si apre alla sua grazia. L'uomo infatti, in quanto libero, può anche rifiutarsi. Si afferma che l'anamnesi è possibile grazie alla fede, ma la fede è sempre opera di Dio nell'uomo.
La liturgia è anamnesi, ossia memoriale dei misteri: l'evento di salvezza che un tempo vissero altri uomini, oggi si rende realmente presente a noi nel mistero, dunque, in un altro modo, ma la salvezza è per noi reale. Dall'anamnesi scaturisce l'epiclesi, che appartiene alla dimensione anabatica della liturgia. Dall'epiclesi viene la dossologia. Anche la Celebrazione Eucaristica possiede queste due dimensioni dell'anamnesi (liturgia della Parola) ed epiclesi.
All'interno della Grande Preghiera Eucaristica, l'anamnesi è una preghiera nel canone della messa che segue l'elevazione e ricorda la Redenzione per rendere accetto al Padre il sacrificio eucaristico (liturgia cattolica).
Subito dopo la consacrazione, ricorda la passione, la risurrezione e l'ascensione di Gesù, contiene l'offerta al Padre, la domanda di accettare il sacrificio, come quelli di Abele, Abramo e Melchisedec.
Nella forma tridentina del rito romano, comincia con le parole Unde et memores.
L'anamnesi è la parte centrale e la struttura fondamentale delle nuove preghiere eucaristiche del messale romano.

## Formule dal Messale Romano
L'anamnesi, o memoriale, è parte della Preghiera Eucaristica, e segue il racconto dell'Istituzione.
| Prima Formula                                                                                    | Terza Formula                                                                             | Seconda Formula |
| ------------------------------------------------------------------------------------------------ | ----------------------------------------------------------------------------------------- | --- |
| Annunciamo la tua morte, Signore, proclamiamo la tua risurrezione, nell'attesa della tua venuta. | Tu ci hai redento con la tua croce e la tua resurrezione. Salvaci, o Salvatore del mondo. | Ogni volta che mangiamo di questo pane e beviamo a questo calice annunziamo la tua morte, Signore, nell'attesa della tua venuta. |

Prosegue la Preghiera Eucaristica
- seconda epiclesi: seconda invocazione dello Spirito Santo sui fedeli;
- ricordo della Chiesa terrena e della Chiesa celeste, ed in particolare dei defunti;
- solenne dossologia finale.